# 岐阜県道・愛知県道123号市之倉内津線

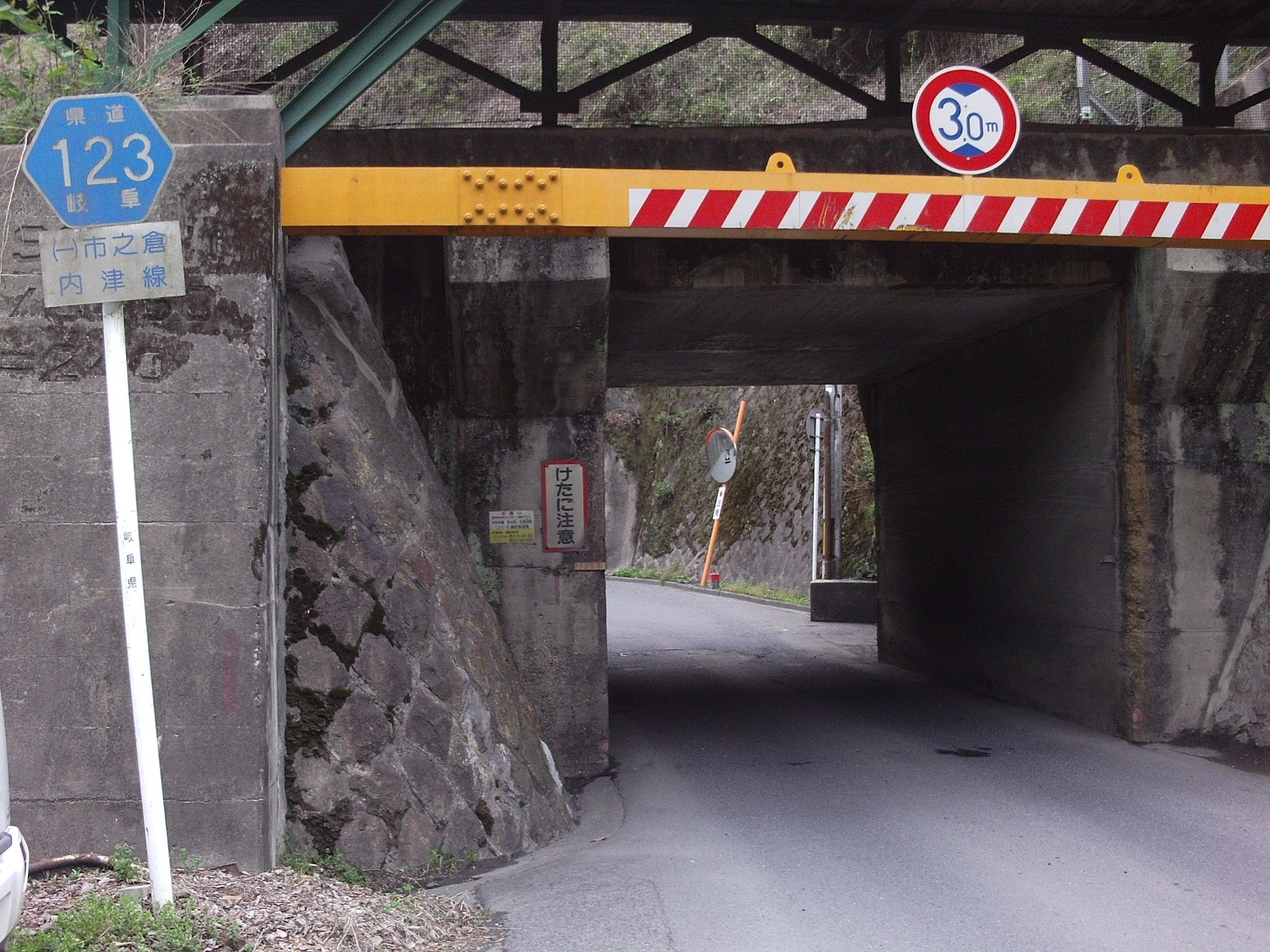
起点。JR中央本線古虎渓駅の直下にて。（岐阜県多治見市諏訪町）

岐阜県道・愛知県道123号市之倉内津線（ぎふけんどう・あいちけんどう123ごう いちのくらうつつせん）は、岐阜県多治見市市之倉町から愛知県春日井市内津町に至る一般県道である。

## 概要
岐阜県道15号名古屋多治見線（通称：愛岐道路）から分岐し、岐阜県多治見市の砕石場を通り愛知県春日井市内津に至る。柿で有名な廿原を通る道が正式なルートだが、地球村の奥から廿原を通らずに内津へと抜ける近道が存在する。砕石場が複数あるため、ダンプなど大型車の通行が多い。道は比較的広くバス路線でもあるが急カーブが多い。終点は国道19号の旧道へと抜けており、そこから国道19号の現道へと接続する。

### 路線データ
岐阜県法規集に基づく起終点および経過地は次のとおり。
- 起点：多治見市市之倉町（岐阜県道15号名古屋多治見線交点）
- 終点：春日井市内津町（国道19号交点）
- 重要な経過地：なし

## 歴史
愛知県の県道番号123号はもと愛知県道123号佐屋多度線で指定されていたが、同路線は三重県と共通の県道番号125号に変更。愛知県道211号市之倉内津線が1994年（平成6年）4月1日から現番号に変更された。この変更に伴い、現在愛知県道211号は欠番となっている。

## 地理

### 通過する自治体
- 岐阜県
多治見市
- 愛知県
春日井市

### 接続する道路
- 岐阜県道15号名古屋多治見線（愛岐道路）（岐阜県多治見市市之倉町13丁目）
- 愛知県道508号内津勝川線（下街道）（愛知県春日井市内津町）
- 国道19号（内津バイパス）（愛知県春日井市内津町）

### 沿線
- JR中央本線 古虎渓駅
- 三の倉市民の里「地球村」
- 内津温泉